# San Vicente Centenario (kommun)
San Vicente Centenario är en kommun i Honduras.   Den ligger i departementet Departamento de Santa Bárbara, i den västra delen av landet, 140 km nordväst om huvudstaden Tegucigalpa. Antalet invånare är 3 147.